# Chvitsja Kvaratschelia
Chvitsja Kvaratschelia (Georgisch: ხვიჩა კვარაცხელია; Tbilisi, 12 februari 2001) is een Georgisch voetballer die bij voorkeur als vleugelspeler speelt. Hij verruilde Napoli in de winter van 2024 voor Paris Saint-Germain. Kvaratschelia maakte in 2019 zijn debuut als international voor het Georgisch voetbalelftal.

## Clubcarrière

### Georgië
Kvaratschelia speelde in Georgië bij Dinamo Tbilisi en FC Roestavi. Bij Dinamo Tbilisi debuteerde hij en scoorde hij eenmaal in vier wedstrijden. Bij Roestavi kwam hij in één seizoen tot 18 wedstrijden en drie goals.

### Rusland
In februari 2019 werd hij door FC Roestavi voor enkele maanden verhuurd aan Lokomotiv Moskou, waar hij eenmaal scoorde in tien optredens. Op 6 juli 2019 tekende de Georgisch international een vijfjarig contract bij Roebin Kazan. Negen dagen later maakte hij bij zijn debuut tegen zijn ex-club Lokomotiv Moskou meteen zijn eerste treffer. Hij speelde in totaal 2,5 jaar bij Roebin Kazan en kwam daarin tot 73 wedstrijden en negen goals. 

### Dinamo Batoemi
In het voorjaar van 2022 keerde hij terug naar zijn thuisland Georgië, waar hij in een half seizoen bij Dinamo Batoemi acht keer scoorde in elf wedstrijden en twee assists gaf. Hij werd dan ook uitgeroepen tot beste speler van de tweede seizoenshelft.

### Napoli
In de zomer van 2022 nam Napoli Kvaratschelia voor zo'n 10 tot 12 miljoen euro over van Dinamo Batoemi. Hij tekende een contract voor vijf jaar, tot de zomer van 2027. In zijn officiële debuut voor de club op 15 augustus tegen Hellas Verona scoorde hij meteen en gaf hij een assist, waarmee hij medeverantwoordelijk was voor de 5-2 overwinning. De wedstrijd erop scoorde hij tweemaal tegen AC Monza (4-0 overwinning) en was hij tijdelijk topscorer van de Serie A. Hij was bovendien de eerste speler in de historie van de club die driemaal scoorde in de eerste twee competitiewedstrijden. Mede daardoor werd hij uitgeroepen tot de Serie A-speler van de maand augustus.  Op 7 september 2022 debuteerde hij in de UEFA Champions League tegen Liverpool en was hij in de 4-1 overwinning meteen goed voor een assist. Op 5 oktober, in de derde speelronde van de Champions League, scoorde hij tegen AFC Ajax zijn eerste goal in die competitie. Napoli won met 6-1 en Kvaratschelia gaf ook nog een assist. Het gehele seizoen was Kvaratschelia een belangrijke speler die met zijn creativiteit en dribbels voor veel doelpunten zorgde. Uit zijn dribbelende kwaliteiten kwam ook de vergelijking voort met Diego Maradona. Na de 33e speelronde behaalde hij met het team de derde titel binnen van de club.

### Paris Saint-Germain
Op 17 januari in de winter van 2025, tekende Kvaratschelia bij PSG. Ze nemen hem over van Napoli voor ongeveer 75 miljoen euro met bonussen. Hij kreeg bij PSG rugnummer 7, anders dan bij Napoli waar hij rugnummer 77 had. In 2025 won hij met PSG de UEFA Champions Leaguefinale tegen Internazionale met 5–0.

## Spelersstatistieken
| Seizoen         | Club                | Competitie      | Competitie | Competitie | Beker | Beker | Internationaal | Internationaal | Totaal | Totaal |
| Seizoen         | Club                | Competitie      | Wed.       | Dlp.       | Wed.  | Dlp.  | Wed.           | Dlp.           | Wed.   | Dlp.   |
| --------------- | ------------------- | --------------- | ---------- | ---------- | ----- | ----- | -------------- | -------------- | ------ | ------ |
| 2016/17         | Dinamo Tbilisi      | Erovnuli Liga   | 4          | 1          | 1     | 0     | –              | –              | 5      | 1      |
| 2017/18         | FC Roestavi         | Erovnuli Liga   | 18         | 3          | 0     | 0     | –              | –              | 18     | 3      |
| 2018/19         | → Lokomotiv Moskou  | Premjer-Liga    | 7          | 1          | 3     | 0     | –              | –              | 10     | 1      |
| 2019/20         | Roebin Kazan        | Premjer-Liga    | 27         | 3          | 1     | 0     | –              | –              | 28     | 3      |
| 2020/21         | Roebin Kazan        | Premjer-Liga    | 23         | 4          | 0     | 0     | –              | –              | 23     | 4      |
| 2021/22         | Roebin Kazan        | Premjer-Liga    | 19         | 2          | 1     | 0     | 2              | 0              | 22     | 2      |
| 2021/22         | Dinamo Batoemi      | Erovnuli Liga   | 11         | 8          | 0     | 0     | –              | –              | 18     | 0      |
| 2022/23         | Napoli              | Serie A         | 34         | 12         | 0     | 0     | 9              | 2              | 33     | 14     |
| 2023/24         | Napoli              | Serie A         | 34         | 11         | 3     | 0     | 8              | 0              | 45     | 11     |
| 2024/25         | Napoli              | Serie A         | 17         | 5          | 2     | 0     | –              | –              | 19     | 5      |
| 2024/25         | Paris Saint-Germain | Ligue 1         | 10         | 2          | 2     | 0     | 4              | 1              | 16     | 3      |
| Carrière totaal | Carrière totaal     | Carrière totaal | 204        | 52         | 13    | 0     | 23             | 3              | 237    | 47     |

Bijgewerkt tot en met het 7 april 2025. 

## Interlandcarrière
Op 7 juni 2019 debuteerde Kvaratschelia voor Georgië. Op 14 oktober 2020 maakte hij zijn eerste interlandtreffer tegen Noord-Macedonië. Kvaratschelia werd op 22 mei 2024 door bondscoach Willy Sagnol opgenomen in de Georgische selectie voor het EK 2024 in Duitsland. Georgië eindigde bij zijn eerste deelname als derde in een groep met Turkije, Tsjechië en Portugal, waarna het in de achtste finales met 4–1 verloor van Spanje. Kvaratschelia kwam op het toernooi in alle wedstrijden in actie en scoorde bij een 2–0 zege op Portugal, Georgië's eerste overwinning ooit op een groot eindtoernooi.

## Erelijst
| Competitie            |                  |                      |                  |                  |
| Competitie            | Aantal           | Jaren                |                  |                  |
| Lokomotiv Moskou      | Lokomotiv Moskou | Lokomotiv Moskou     | Lokomotiv Moskou | Lokomotiv Moskou |
| --------------------- | ---------------- | -------------------- | ---------------- | ---------------- |
| Beker van Rusland     | 1×               | 2018/19              |                  |                  |
| SSC Napoli            |                  |                      |                  |                  |
| Serie A               | 2×               | 2022/2023, 2024/2025 |                  |                  |
| Paris Saint-Germain   |                  |                      |                  |                  |
| UEFA Champions League | 1×               | 2024/25              |                  |                  |
| Ligue 1               | 1×               | 2024/25              |                  |                  |
| Coupe de France       | 1×               | 2025                 |                  |                  |